# Siamesisk boksning
|  | Denne artikel er oprettet af botten PalnaBot ud fra en ekstern database. Den kan derfor have sproglige fejl eller mangler. Denne skabelon kan fjernes efter kontrol af indholdet. |

Siamesisk boksning er en film instrueret af Hakon Mielche.

## Handling
I Siam må bokserne bruge både arme og ben, hænder og albuer. Nakkeslag er tilladt. Bokserne beder først om gudernes hjælp, og under hele kampen spiller et orkester. Musikken følger kampens tempo og dramatik. Hver omgang er på tre minutter, og to sekundanter tager sig af bokserne, som næsten aller er professionelle.